# Philadelphia (Schiff, 1800)
Die Philadelphia war eine nominell 36-Kanonen-Fregatte der United States Navy, die von 1800 bis 1804 in Dienst stand. Sie kam im Quasi-Krieg gegen Frankreich und dem Ersten Barbareskenkrieg im Mittelmeer zum Einsatz.

## Geschichte

### Bau
Das ursprünglich City of Philadelphia genannte Schiff wurde 1798–1799 im Auftrag der Regierung der Vereinigten Staaten von den Einwohnern der Stadt Philadelphia gebaut. Die Mittel für den Bau wurden im Juni 1798 durch eine Spendenaktion aufgebracht, bei der in einer Woche 100.000 Dollar gesammelt wurden. Sie wurde von Josiah Fox entworfen und von Samuel Humphreys, Nathaniel Hutton und John Delavue gebaut. Die Schnitzarbeiten wurden von William Rush aus Philadelphia ausgeführt. Sie wurde um den 14. November 1798 auf Kiel gelegt, am 28. November 1799 zu Wasser gelassen und am 5. April 1800 unter dem Kommando von Kapitän Stephen Decatur Sr. in Dienst gestellt.

### Einsätze
Die Philadelphia versah Dienst bei den Westindischen Inseln, wo die Vereinigten Staaten in den Quasi-Krieg mit Frankreich verwickelt waren. Im Mai 1800 erreichte sie die Station Guadeloupe und löste die Fregatte Constellation ab. Während dieser Fahrt kaperte sie fünf bewaffnete französische Schiffe und eroberte sechs Handelsschiffe zurück, die von den französischen Schiffen gekapert worden waren.
Als sie im März 1801 nach Hause zurückkehrte, erhielt sie den Befehl, sich auf eine einjährige Kreuzfahrt im Mittelmeer in einem Geschwader unter dem Kommando von Kommodore Richard Dale vorzubereiten. Dazu wurden die 6-Pfünder Kanonen durch Karronaden ersetzt.
Die Philadelphia segelte am 28. Juli 1803 in Richtung Mittelmeer. Am 24. August traf sie unter dem Kommando von Kapitän William Bainbridge in Gibraltar ein. Zwei Tage später eroberte er die amerikanische Brigg Celia von dem marokkanischen Kriegsschiff Mirboka (24 Kanonen und 100 Mann) zurück und brachte beide nach Gibraltar.

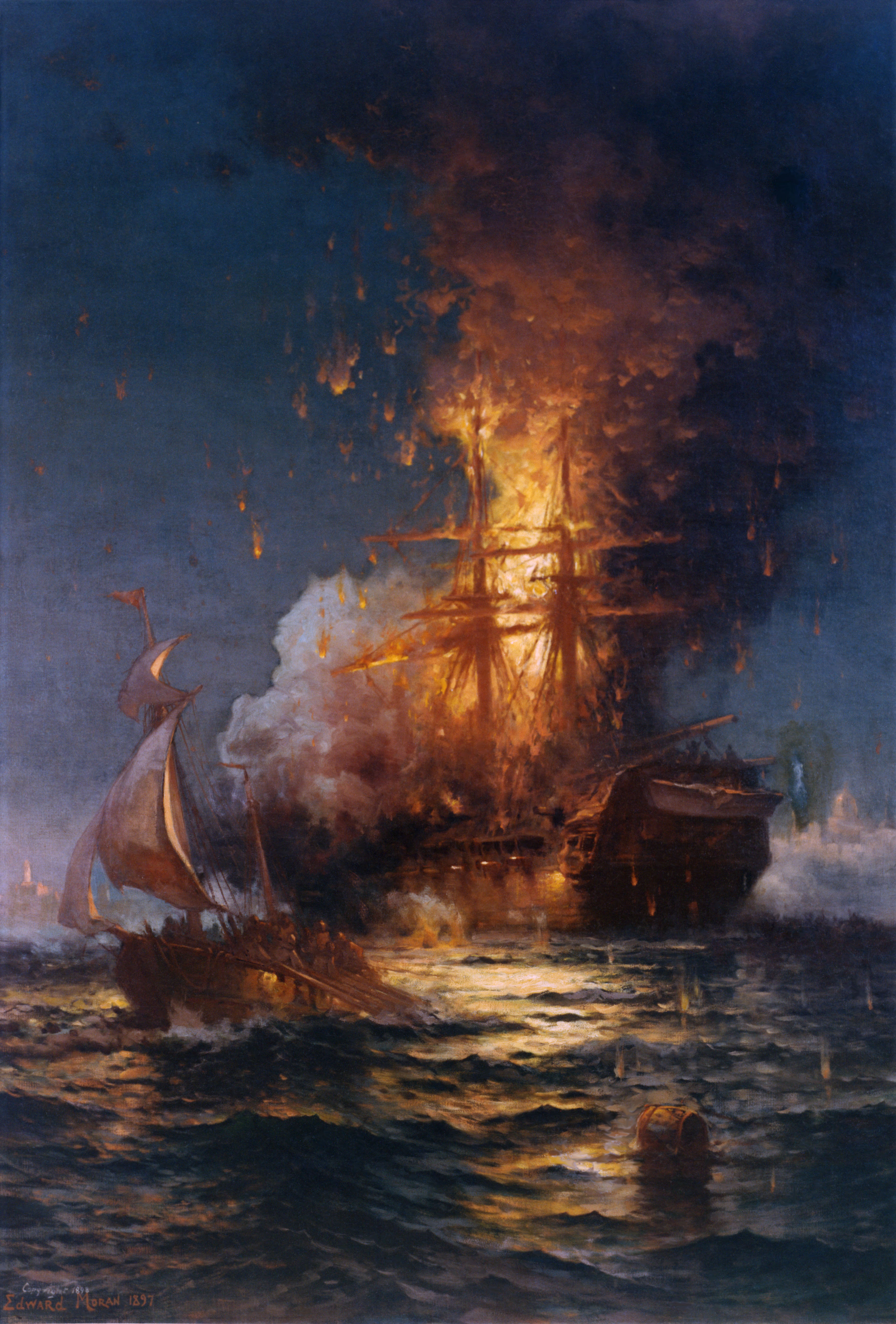
Die brennende Fregatte Philadelphia im Hafen von Tripolis, 16. Februar 1804, von Edward Moran, gemalt 1897

### Verlust im Ersten Barbareskenkrieg
Das Schiff lief im Ersten Barbareskenkrieg im Oktober 1803 vor Tripolis auf Grund, von tripolitanischen Marineeinheiten gekapert. Die Amerikaner hatten vergeblich versucht, das Schiff wieder flottzumachen, während sie unter dem Beschuss der tripolitanischen Küstengeschütze und Marine standen. Die Besatzungsmitglieder wurden als Geiseln an Land verbracht. Am 16. Februar 1804 gelang es einem kleinen Kommando amerikanischer Seeleute unter der Führung von Leutnant Stephen Decatur Jr., mit dem verkleideten Schiff Intrepid in den Hafen von Tripolis einzudringen und die Philadelphia in Brand zu setzen, womit ihr Einsatz durch den Feind verhindert wurde. Decaturs Mut während der Aktion machte ihn zu einem der ersten amerikanischen Kriegshelden nach der Revolution.

## Technische Beschreibung
Die Philadelphia  war als Batterieschiff mit einem durchgehenden Geschützdeck konzipiert und hatte eine Länge von 47,87 Metern (Geschützdeck), eine Breite von 11,89 Metern und einen Tiefgang von 4,01 Metern. Das Schiff war ein Rahsegler mit drei Masten (Fockmast, Großmast und Kreuzmast). Der Rumpf schloss achtern mit einem Heckspiegel mit Seitengalerie ab.
Die Besatzung hatte eine Stärke von 307 Mann (Offiziere, Unteroffiziere bzw. Mannschaften). Die Bewaffnung bestand bei Indienststellung aus 38 Kanonen.
|        | Batteriedeck    | Backdeck | Achterdeck     | Kanonen (Geschossgewicht) |
| ------ | --------------- | -------- | -------------- | ------------------------- |
| Design | 28 × 18-Pfünder | -        | 10 × 9-Pfünder | 38 Kanonen (134,69 kg)    |